# لودويغ هوبر
لودويغ هوبر (بالألمانية: Ludwig Ferdinand Huber) (و. 1764 – 1804 م) هو صحفي، ومؤلف، ومترجم، وكاتب ألماني، ولد في باريس، توفي في أولم، عن عمر يناهز 40 عاماً.